# Fénelon
Pour les articles homonymes, voir Fénelon (homonymie) et Salignac.
Œuvres principales
- Traité de l'éducation des filles (1687)
- Lettre à Louis XIV (1693)
- Les Aventures de Télémaque (1699)

François de Salignac de La Mothe-Fénelon, dit couramment Fénelon, surnommé « le Cygne de Cambrai », est un homme d'Église, théologien, pédagogue et écrivain français, né le 6 août 1651 au château de Fénelon à Sainte-Mondane (Quercy, aujourd'hui la Dordogne) et mort le 7 janvier 1715 à Cambrai.
Précepteur du duc de Bourgogne — petit-fils de Louis XIV —, archevêque de Cambrai (1695-1715), il s'opposa à Bossuet et tomba en disgrâce lors de la querelle du quiétisme, et surtout, après la publication de son roman, Les Aventures de Télémaque (1699), considéré comme une critique de la politique de Louis XIV et dont l'influence littéraire fut considérable pendant plus de deux siècles. Fénelon a également écrit plusieurs autres ouvrages concernant la pédagogie ou bien didactiques (Traité de l'éducation des filles, Recueil des fables, Dialogues des morts, notamment).

## Biographie

### Origine et parcours
Fénelon, né le 6 août 1651 au château de Fénelon à Sainte-Mondane, est issu d'une famille noble du Périgord, ancienne mais appauvrie. Il est le fils de Pons de Salignac (1601-1663), marquis de La Mothe-Fénelon et de la seconde épouse de ce dernier, Louise de La Cropte de Chantérac. Plusieurs des ancêtres de Fénelon se sont occupés de politique, et sur plusieurs générations certains ont servi comme évêques de Sarlat. En tant que cadet (son père ayant eu neuf enfants de sa première épouse, Isabeau d'Esparbes de Lussan, et trois de sa seconde, dont Fénelon), il est destiné de bonne heure à une carrière ecclésiastique, tout comme son demi-frère homonyme issu du premier lit, François Pons de Salignac comte de La Mothe-Fénelon, sulpicien et missionnaire au Canada.
Dans son enfance, Fénelon reçoit l'enseignement d'un tuteur au château de Fénelon, qui lui donne une solide connaissance du grec ancien et des classiques. En 1667, à l'âge de seize ans, on l'envoie à l'université de Cahors où il étudie la rhétorique et la philosophie. Quand le jeune homme exprime son attirance pour une carrière dans l'Église, son oncle, le marquis Antoine de Fénelon (ami de Jean-Jacques Olier et de saint Vincent de Paul, il avait participé à la fondation de la Compagnie du Saint-Sacrement dont les principes influenceront profondément son neveu) l'envoie étudier au collège du Plessis, dont les étudiants en théologie reçoivent le même enseignement que ceux de la Sorbonne. Il s'y lie avec Louis Antoine de Noailles, qui plus tard devint cardinal et archevêque de Paris. Fénelon montre un tel talent au collège du Plessis qu'il y prêche avec succès dès l'âge de quinze ans.
Après avoir, à partir de 1672, étudié au séminaire Saint-Sulpice, également proche des jésuites, il est reçu docteur en théologie à l'université de Cahors le 26 mars 1677 et ordonné prêtre à Sarlat, le 17 avril 1677. Attirant l’attention sur lui par de belles prédications, il est nommé en juin 1679 par l'archevêque de Paris supérieur de l’Institut des nouvelles catholiques, un internat parisien consacré à la « rééducation » de jeunes filles de bonne famille dont les parents, d’abord protestants, ont été convertis au catholicisme.

### Une ascension remarquable

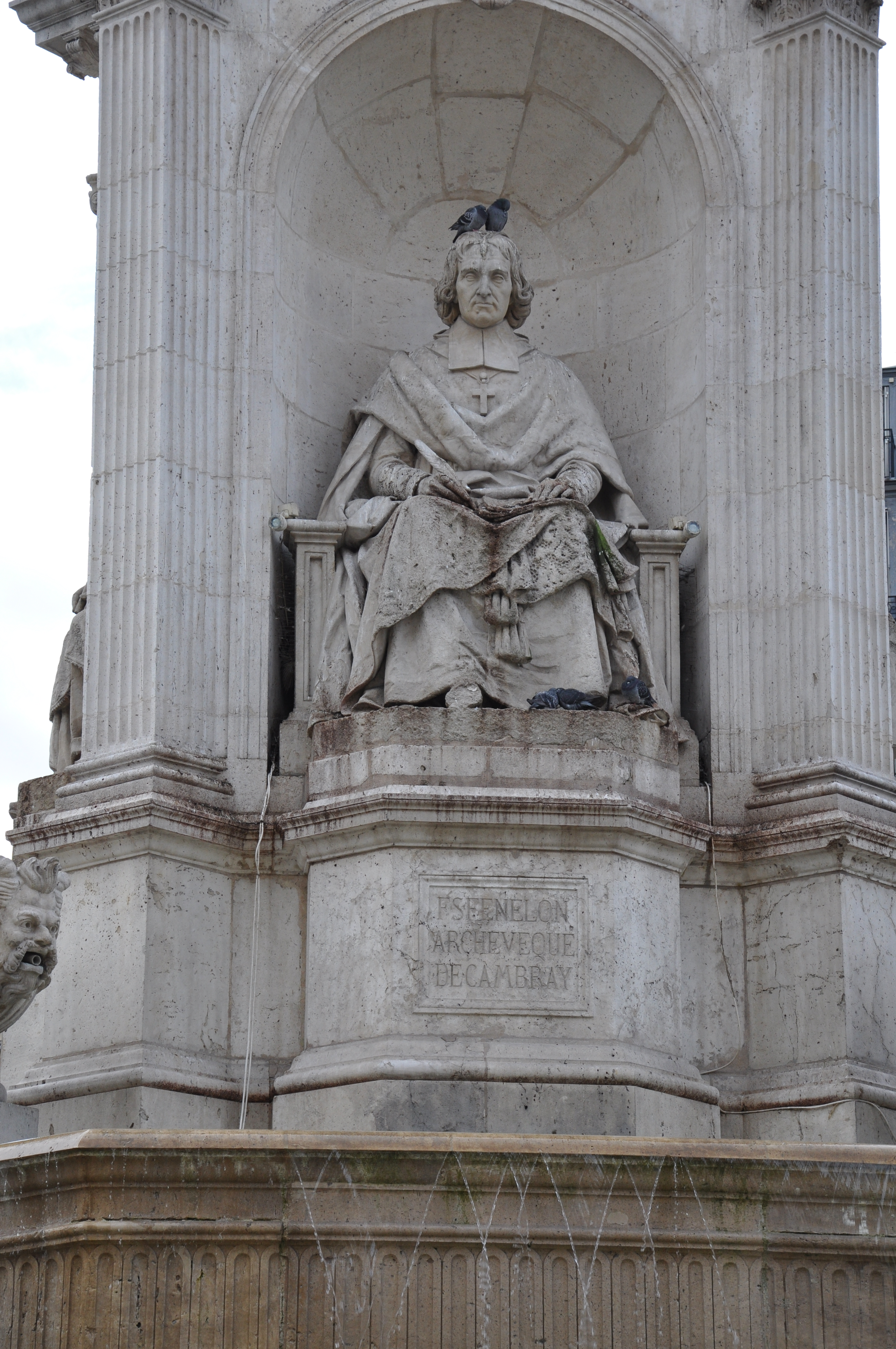
Statue de Fénelon par François Lanno (fontaine Saint-Sulpice, Paris).

Ses fonctions l'inspirèrent et, dès 1681, Fénelon consigne son expérience pédagogique dans son Traité de l'éducation des filles (qui n'est publié qu’en 1687) initialement pour l'usage du duc et de la duchesse de Beauvilliers. À la fin de 1685, après la révocation de l'édit de Nantes de 1598, sur la recommandation de Bossuet, Louis XIV lui confie la direction d'une mission en Aunis et Saintonge : convertir les protestants.
Pendant ces années-là, il fait partie du cercle qui entoure Bossuet, le fougueux porte-parole de l’épiscopat français. En 1688, il est présenté à Madame de Maintenon, seconde épouse de Louis XIV. Celle-ci sympathisait à l’époque avec Madame Guyon, femme mystique et pieuse, et avec son quiétisme. Elle l’impressionna profondément quand ils firent connaissance.
Saint-Simon le décrit ainsi : 

« Plus coquet que toutes les femmes, mais en solide, et non à misères, sa passion était de plaire, et il avait autant de soin de captiver les valets que les maîtres, et les plus petites gens que les personnages. Il avait pour cela des talents faits exprès : une douceur, une insinuation, des grâces naturelles et qui coulaient de source, un esprit facile, ingénieux, fleuri, agréable, dont il tenait, pour ainsi dire, le robinet pour en verser la qualité et la quantité exactement convenable à chaque chose et à chaque personne ; il se proportionnait et se faisait tout à tous. »

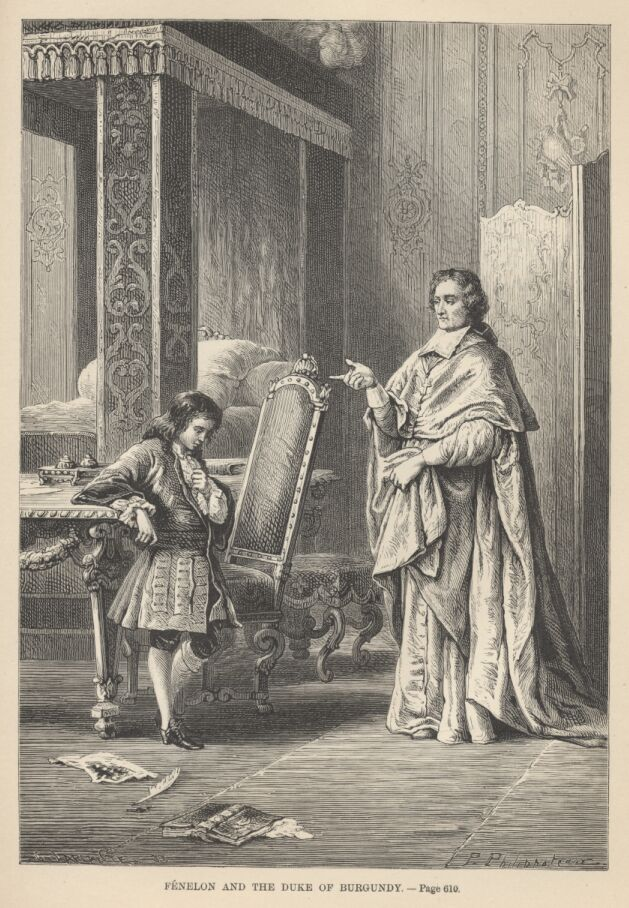
Illustration présentant Fénelon et le duc de Bourgogne, par Alphonse de Neuville (1835-1885), dans le livre L'Histoire de France : depuis les temps les plus reculés jusqu'en 1789, racontée à mes petits-enfants de François Guizot

Dans l’été 1689, sur la proposition de Madame de Maintenon dont il est entretemps devenu le conseiller spirituel, il est nommé précepteur du duc de Bourgogne, âgé de sept ans, petit-fils de Louis XIV et son éventuel héritier. Il enseigne à son élève « toutes les vertus d'un chrétien et d'un prince », et lui inspire pour sa personne une affection qui ne se démentit jamais. En 1690, il est également chargé de l'éducation des deux frères du duc de Bourgogne, le duc d'Anjou et le duc de Berry.
Il acquit ainsi une position influente à la cour et fut admis à l’Académie française (1693) comme les autres précepteurs princiers.

### La disgrâce
En 1694, l’affaire du quiétisme, querelle théologique, l'oppose à Bossuet, qui l’avait d’abord soutenu. Dans son Explication des maximes des saints sur la vie intérieure, il prend la défense de Madame Guyon arrêtée en 1695 et condamnée à de longues années d'enfermement. Tous deux constituent des références majeures de ce que l'on appelle au XVIIe siècle « le christianisme intérieur, la vie du chrétien intérieur ».
En 1695, Fénelon est écarté de l'éducation princière d'abord par un éloignement temporaire à l'archevêché de Cambrai (nommé le 4 février 1695, confirmé le 30 mai 1695 et ordonné le 10 juillet 1695) avant d'être disgracié. Il est alors surnommé « le Cygne de Cambrai ».
En 1697, Bossuet et d'autres dont Mme de Maintenon obtiennent que le roi demande au pape de condamner Explication des maximes des saints sur la vie intérieure. Ce fut chose faite en 1699. Fénelon se soumit avec humilité et abjura publiquement ses erreurs.

### Télémaque
Pour son élève royal (qui cependant devait mourir en 1712 sans être devenu roi, pas plus que son père mort l’année précédente), Fénelon écrit plusieurs œuvres amusantes et en même temps instructives : d'abord une suite de fables, les Aventures d'Aristonoüs et les Dialogues des morts modernes, mais surtout, en 1694-1696, un roman éducatif d'aventures et de voyages Les Aventures de Télémaque, fils d'Ulysse.
Dans ce roman à la fois pseudo-historique et utopique, il conduit le jeune Télémaque, fils d’Ulysse, flanqué de son précepteur Mentor (manifestement le porte-parole de Fénelon) à travers différents États de l’Antiquité, qui la plupart du temps, par la faute des mauvais conseillers qui entourent les dirigeants, connaissent des problèmes semblables à ceux de la France des années 1690, plongée dans des guerres qui l’appauvrissent, problèmes qui cependant peuvent se résoudre (au moins dans le roman) grâce aux conseils de Mentor par le moyen d’une entente pacifique avec les voisins, de réformes économiques qui permettraient la croissance, et surtout de la promotion de l'agriculture et l’arrêt de la production d’objets de luxe.
À partir de 1698, Télémaque commença à circuler à la cour sous forme de copies, et on y voit tout de suite une critique à peine voilée contre la manière autoritaire du gouvernement de Louis XIV, contre sa politique étrangère agressive et belliqueuse et contre sa politique économique mercantiliste, orientée vers l'exportation. Cet ouvrage, que Fénelon n'a pas voulu rendre public, lui a été soustrait par un domestique infidèle.
Au début de 1699, Fénelon perd son poste de précepteur et quand, en avril, son Télémaque est publié (d'abord anonymement et sans son autorisation), Louis XIV y voit une satire de son règne, arrête l'impression et disgracie l'auteur : Fénelon est banni de la cour.

### Le bannissement

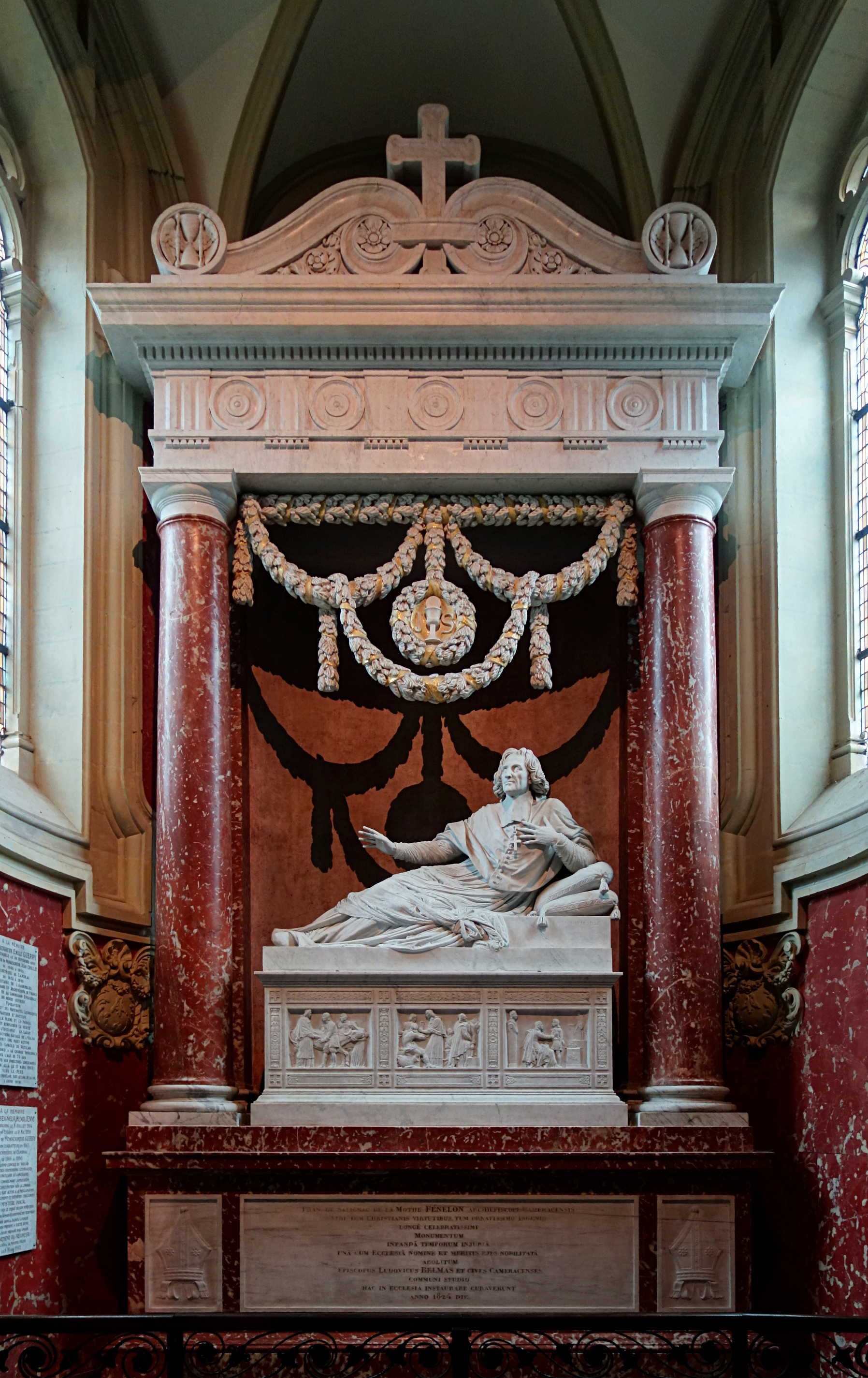
Le tombeau de Fénelon
par David d'Angers (1826)
dans la cathédrale de Cambrai.

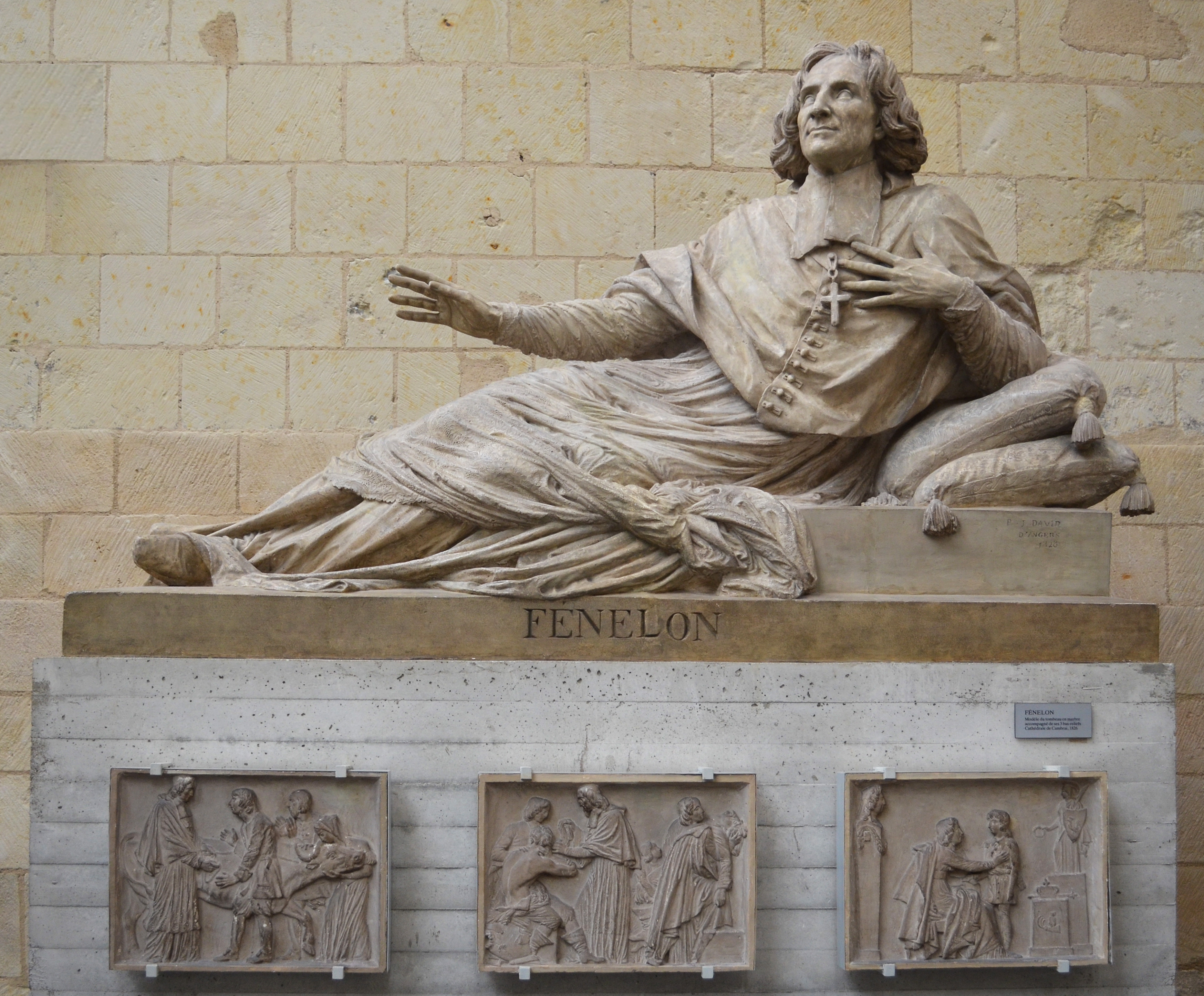
Modèle du tombeau de Fénelon
avec ses trois bas-reliefs
à la Galerie David d'Angers, à Angers.

Vers 1700, Fénelon habite quelque temps en Belgique dans une demeure, longtemps appelée « la Belle Maison », se trouvant aux limites des communes de Pâturages et d’Eugies, puis il se retire dans son archevêché de Cambrai où, cessant toute activité en théologie et en politique, il essaie de se conduire de façon exemplaire, conformément aux enseignements de son personnage de Mentor (qui, dans le roman, n’était autre que Minerve alias Athéna, déesse de la Sagesse qui s’était ainsi déguisée).
Pendant le cruel hiver de 1709, il se dépouille de tout pour nourrir l'armée française qui campait près de chez lui. La réputation de ses vertus attire à Cambrai nombre d'étrangers de distinction, entre autres Andrew Michael Ramsay qu'il convertit et qui ne le quitta plus. Fénelon meurt en 1715 à l'âge de 63 ans.
Un chapitre des Mémoires de Saint-Simon est consacré à sa mort, en des termes plutôt élogieux.

### Son dessein
Fénelon a également été le précepteur du duc de Bourgogne, petit-fils de Louis XIV, auquel il tentera d'inculquer une éducation éclairée sur les réalités du pouvoir, en lutte contre « l'excès de guerre » notamment. Il définit pour le jour où celui-ci deviendra roi de France un programme de gouvernement, les Tables de Chaulnes. Celles-ci, rédigées avec le duc de Chevreuse, prônaient la monarchie, seule capable de maintenir l'unité et la cohésion d'un grand État comme la France. Mais cette monarchie devait selon lui confier à la noblesse un large pouvoir : le roi gouverne certes, mais entouré de conseils reconstituant l'ancienne curia médiévale telle que se l'imaginaient Fénelon et Chevreuse ; le roi devait vivre des revenus de son domaine. Les États généraux doivent être réunis régulièrement ; composés des « meilleurs », ils sont seuls habilités à voter l'impôt, d'ailleurs modéré car les dépenses de l’État doivent être modérées, notamment par la limitation maximale de la guerre. L'administration du royaume doit être unifiée et en même temps décentralisée grâce à la suppression des commissaires et des intendants et par le rétablissement des pouvoirs des officiers et des assemblées locales. La vénalité des offices doit être abolie : officiers et magistrats doivent être nommés selon leur mérite et selon leur naissance. Fénelon veut, tout comme Saint-Simon, mettre un terme à l'ascension de la bourgeoisie en limitant drastiquement les possibilités d'anoblissement. Le commerce doit être libre. Enfin la France, abandonnant tout gallicanisme, rend autonomie et pouvoirs aux évêques. Les Tables de Chaulnes développent la pensée politique du Télémaque.
Fénelon sera l’auteur préféré de Louis XVI qui retiendra de sa doctrine que si « le péché originel a rendu l’inégalité nécessaire pour empêcher que chacun ne veuille être le maître et le tyran de tous les autres » et donc justifie la primauté du roi, dans les faits « tous les hommes, y compris le roi, sont égaux de nature ».

## Citation célèbre
« Sur-tout ne vous laissez point ensorceler par les attraits diaboliques de la géométrie. » 
Œuvres complètes de François de Salignac de La Mothe-Fénelon. Tome V, Briand 1810, lettre CXLII (142), p. 106.

« Toutes les guerres sont civiles, car c’est toujours l’homme contre l’homme qui répand son propre sang. »
Dialogue des morts, 1712

## Analyse littéraire
Dans la France des XVIIIe et XIXe siècles, Télémaque fut un des livres pour les jeunes les plus lus (Aragon et Sartre l'avaient lu dans leur jeunesse). On le considère parfois comme un précurseur de l'esprit des Lumières.
On lui doit un assez grand nombre d'ouvrages, dont quelques-uns sont perdus, Louis XIV ayant fait brûler, à la mort du duc de Bourgogne, plusieurs de ses écrits qui se trouvaient dans les papiers du prince.

## Œuvres de Fénelon
- Traité de l'éducation des filles[11] (1687) ;
- Traité du ministère des pasteurs, (1688) ;
- Réfutation du système du père Malebranche sur la nature et la grâce (1688) ;
- Lettre à Louis XIV (1693) (sur le site recherche-fenelon.com).
- Explication des maximes des saints sur la vie intérieure (1697) ;
- Les Aventures de Télémaque (1699) ; sur Gutenberg.org
- Fables composées pour l'éducation du duc de Bourgogne (1700) ;
- Dialogues des morts (1712) ;
- Lettre sur les occupations de l'Académie (1714) ;
- Démonstration de l'existence de Dieu, tirée de la connaissance de la Nature et proportionnée à la faible intelligence des plus simples (1712), et avec une deuxième partie, 1718, souvent réimprimé, notamment en 1810 avec notes de Louis-Aimé Martin ;
- Fables et opuscules pédagogiques (1718).
- Dialogues sur l'éloquence en général et sur celle de la chaire en particulier avec une lettre écrite à l'Académie française, (1718)[12] ;
- Examen de la conscience d'un roi (pour le duc de Bourgogne), imprimé seulement en 1734 ;
- des Sermons, qui pour la plupart furent prêches d'abondance ;
- Œuvres spirituelles , 2 volumes Anvers 1718 (Post mortem dont lettres spirituelles, T2).

### Publications anciennes
Les Œuvres de Fénelon ont été publiées par l'abbé Querbeuf aux frais du clergé de France, Paris, 1787-1792, 9 volumes in-4; mais cette publication fut interrompue par la Révolution.
La seule édition vraiment complète est celle qu'ont donnée Gosselin et Caron, d'après les manuscrits de l'auteur et avec sa Correspondance, 1830, 36 volumes in-8.

### Édition récente
Fénelon, Œuvres, deux tomes (1983 et 1997), Bibliothèque de la Pléiade, Gallimard. (édition présentée, établie et annotée par Jacques Le Brun)

## Famille
- L'abbé de Fénelon (1714-1794) était son petit-neveu. On connaît encore au XVIe siècle, dans cette famille, Bertrand de Salignac de Lamothe Fénelon.
- La famille Salignac Fénelon existe encore bien que le château de Salignac ait été vendu en 2006[réf. nécessaire].

### Sources archivistiques
Les Archives nationales de France conservent, sous la cote MC/ET/LXXI/79, la minute de l’inventaire des titres et papiers de la famille Fénelon datée du 4 juillet 1787 (environ 20 pages manuscrites).

### Source et bibliographie
- (de) Cet article est partiellement ou en totalité issu de l’article de Wikipédia en allemand intitulé « François Fénelon » (voir la liste des auteurs).